# Hymenodictyon occidentale
Hymenodictyon occidentale är en måreväxtart som beskrevs av Anne-Marie Homolle. Hymenodictyon occidentale ingår i släktet Hymenodictyon och familjen måreväxter.
Artens utbredningsområde är Madagaskar. Inga underarter finns listade i Catalogue of Life.